# Тиазол
Тиазол — гетероциклическое соединение, аналог тиофена, содержащий вместо CH-группы в положении 3 атом азота.

## Физические и химические свойства
Тиазол представляет собой бесцветную жидкость с запахом пиридина. Тиазол растворим в воде и в органических растворителях.
Как и молекулы других азолов, молекула тиазола обладает гетероароматической 6π-электронной системой. По своим химическим свойствам тиазол приближается к пиридину и тиофену. Тиазол вступает в реакции электрофильного замещения, но его реакционноспособность снижается вследствие N-протонирования или комплексообразования с кислотами Льюиса. Однако в отсутствие кислот Льюиса реакции электрофильного замещения, в частности, нитрование в среде уксусного ангидрида и бромирование в бензоле, идут в положение 5 по механизму образования σ-комплекса. При этом реакционноспособность уменьшается в ряду 5- > 2- > 4-положение.
Также возможно протекание реакций по илидному механизму, например, реакция изотопного обмена:

Тиазол вступает также в реакции нуклеофильного замещения. Легче всего замещение идёт в положение 2 по механизму реакции Чичибабина, например, замещение атома водорода на аминогруппу и реакции металлирования.
Окисление тиазола протекает по атому азота с образованием N-оксидов. Тиазол устойчив к восстановителям в т. ч. к водороду в момент выделения и в присутствии катализаторов. В то же время он реагирует с сильными восстановителями: никель Ренея разрушает молекулу тиазола с десульфуризацией и образованием алифатических соединений, а борогидрид натрия NaBH4 превращает его в тетрагидротиазол.

## Получение и применение
Синтез тиазола и его производных осуществляется из аминотиолов и из тиоамидов по общей схеме:
Некоторые производные тиазола являются лекарственными препаратами: 2-сульфаниламидотиазол (норсульфазол) и 2-(N-о-карбоксибензоилсульфанил)амидотиазол (фталазол). Тиазолидиновый цикл является структурными фрагментом молекулы пенициллина и его полусинтетических аналогов. Цикл тиазола входит в состав тиамина.
Некоторые окрашенные производные тиазола являются красителями.